# Sunol (Californie)
Sunol est une census-designated place non incorporée du Comté d'Alameda en Californie.
Elle est connue pour sa gare historique, par laquelle passe la voie ferrée Niles Canyon Railway (en).

## Démographie
| 2000  | 2010 | - | - | - | - |
| ----- | ---- | - | - | - | - |
| 1 004 | 913  | - | - | - | - |